# Revista Musical Catalana
La Revista Musical Catalana és una publicació periòdica en llengua catalana fundada l'any 1904 per l'Orfeó Català. L'edició de la revista es va veure interrompuda l'any 1936 per la Guerra Civil. Després d'un parèntesi de 45 anys, el 1984 va reprendre la publicació, actualitzada com a segona època de la revista.
Actualment, la publicació analitza l'activitat musical catalana, tant des del vessant clàssic com del popular o tradicional a través de notícies, crítiques, cròniques i reportatges. A més, difon assajos de temàtica musical i entrevistes als intèrprets i compositors del moment.

## Història[calcitació]

### Origen i fundació
La Revista Musical Catalana va ser fundada per l'Associació Orfeó Català l'any 1904, per un grup apassionat i desitjós de fer-ne “la veu que desperti quelcom, […] que’ns ajudi a formar consciència de lo que deu esser la música veritablement catalana”.  Va ser la publicació mensual de l'Orfeó Català i l'òrgan d'aquesta entitat, apareguda a Barcelona del 1904 al 1936 i, novament, a partir del 1984.

### Editorial fundacional
La fundació de la Revista Musical Catalana va sorgir d'un butlletí  periòdic que l'Associació Orfeó Català va crear amb la finalitat de difondre informacions musicals i al mateix temps plasmar l'ambient musical de l'època. La revista neix com una publicació de caràcter musicològic i social i de difusió de l'activitat musical del panorama català. En els seus orígens va aparèixer com un butlletí mensual.

### Evolució

#### Primera Etapa: 1904-1936
L'aparició de la Revista Musical Catalana va esdevenir d'un butlletí periòdic que la Institució Catalana de Música va crear amb l'objectiu de donar informacions musicals que tenien força interès per copsar l'ambient musical de l'època modernista. Aquesta publicació va ser un precedent modest però eficaç del qual a partir del mes de gener del 1904 es començaria a conèixer com la Revista Musical Catalana.
La Revista Musical Catalana va ser fundada per la naixent Associació de l'Orfeó Català i en els seus orígens va aparèixer com un butlletí mensual. Va ser dirigida per Lluís Millet i Pagès, però també hi van participar una impressionant col·lecció de musicòlegs com Joan Salvat (que també la dirigí), Felip Pedrell, Francesc Pujol, Gregori Maria Sunyol, Eduard López-Chávarri, Josep Subirà, Blanca Selva, Josep Rafael Carreras i Bulbena, Francesc Baldelló, Vicenç Maria Gibert, Joan Llongueras, Frederic Lliurat, Wanda Landowska, Albert Schweitzer, Lluïsa Bosch i Pagès, Henri Collet, Higini Anglès o el violinista i compositor Joan Manén i d'altres figures de prestigi, tant catalanes com de fora. Els cronistes, des d'altres ciutats, incloïen músics i crítics tan destacats com Eduard López-Chávarri, des de València, Josep Subirà, des de Madrid, Joaquim Nin des de Berlín o Lluïsa Bosch i Pagès, des de Suïssa. A l'etapa noucentista de la revista també es van incloure articles d'importants col·laboradors estrangers com Blanche Selva i la clavecinista Wanda Landowska. Gràcies a la tasca de tots ells, la revista es va dotar d'una alta solvència crítica i musicològica, convertint-se així en la publicació musicològica més important del país.
Als anys 20, la Revista Musical Catalana intenta corporativitzar les associacions musicals catalanes que tenen lloc en aquella època i ofereix una llista de les actuacions musicals a fi de fer pròxima a tots els ciutadans qualsevol iniciativa musical. També realitza una constant promoció de concursos, festivals i premis destinats a incentivar la creació i la recuperació del patrimoni català. En aquesta època doncs, la revista assumeix el paper de reflectir oficialment la música catalana, amb especial èmfasi en l'activitat institucional d'arreu de Catalunya, al costat d'altres revistes com la Revista Catalana de Música, fundada per Agustí Grau, Música, Fruïcions, Fulls Musicals a Barcelona o Scherzando de Girona, així com molts dels butlletins de les associacions musicals d'arreu. Si bé rarament es trobava simpatia pels plantejaments innovadors en música, hi plana normalment un neguit per fer de la música un plat quotidià com a eina per a bastir el país modern.
Al juliol de l'any 1936 però, la Revista Musical Catalana va desaparèixer a causa dels estralls provocats per la Guerra Civil, representant una pèrdua per la música catalana que no ha estat mai ben superada.

#### Segona Etapa: 1984-
L'any 1984, i després de quasi cinquanta anys de silenci, el Consorci del Palau de la Música Catalana impulsa la represa de la Revista Musical Catalana, sota la direcció de Jaume Comellas, Lluís Millet (director musical) i Pere Artís (editor). La revista va ser editada pel Consorci fins al novembre de l'any 1990, data en què s'associà amb l'emissora Catalunya Música (que es va convertir en coeditora de la revista), prenent el nom de Catalunya Música/Revista Musical Catalana, fins a l'abril de 2006. Després d'aquesta col·laboració es recuperà la capçalera original de la Revista Musical Catalana, donant pas a una nova imatge. L'any 2004 se celebrà el 20è aniversari de la publicació i es commemorà el centenari de la primera època. També, des de 2006, la Revista publica, en una separata indissociable de la resta, la revista de l'ESMUC.
Al llarg d'aquests anys, s'han publicat 323 números (setembre – octubre 2011) amb més de 330 entrevistes –a primeres figures del món de la música, tant en l'àmbit nacional com en l'internacional– i hi han escrit articles més de 580 col·laboradors. Ha comptat amb firmes tan importants com Jaume Aiats, Francesc Bonastre, Benet Casablancas, Salvador Cardús, Josep Casanovas, Jordi Cervelló, Narcís Comadira, Jaume Comellas, Miquel Desclot, Romà Escalas, Francesc Fontbona, Gerhard Grenzing, Joaquim Homs, Oriol Martorell, Ernest Lluch, Jordi Maluquer, Miquel Pujadó, Antoni Ros Marbà i Francesc Taverna-Bech, entre d'altres. El 1990 va rebre el Premi Nacional de Periodisme a la millor publicació periòdica temàtica, que atorga el Departament de Cultura de la Generalitat de Catalunya.
A més, en el setembre del 2011, la Revista Musical Catalana va renovar la seva imatge gràfica amb un nou disseny i es va integrar en les noves tecnologies amb la seva publicació en doble format: paper i digital. A més la Revista, que fins aleshores era de caràcter mensual, va passar a ser de caràcter bimestral, publicant un total de 6 números anualment. La publicació també va crear una pàgina web pròpia i es va introduir a les xarxes socials (mitjançant Facebook i Twitter). Aquesta nova etapa de la Revista Musical Catalana respon a l'afany de renovació de la històrica publicació, de línia editorial independent, en l'àmbit de la divulgació i l'estudi de la música catalana, per seguir essent un referent en l'àmbit de la cultura catalana.
En l'actualitat, la Revista Musical Catalana manté el seu ampli ventall d'interessos en l'àmbit de la música catalana, amb atenció especial a la música “culta” (antiga, clàssica, òpera, moderna i contemporània) però també inclou la música tradicional, el jazz, la cançó d'autor, la dansa i la música experimental. Per aquest motiu la Revista Musical Catalana compta avui dia amb un equip de treball format per grans experts en l'àmbit del periodisme musical i de l'estudi de la música.

## Redacció[calcitació]

### Relació de directors
Durant la primera època, del 1904 al 1936, la revista va ser dirigida per Lluís Millet i Pagès. Com a director musical va publicar assajos i articles de caràcter musical de gran qualitat, que en van fer la revista més important de la musicologia catalana del moment.

#### Lluís Millet i Pagès(1867-1941)
Durant la segona època de la revista, a partir del 1984, la direcció de la revista la constitueixen Lluís Millet i Loras com a director musical (net del mateix Lluís Millet i Pagès),  Pere Artís (editor) i Jaume Comelles (director).
Millet i Loras va tenir un paper fonamental en la recuperació de la revista i va ser-ne el director musical fins al 2011.

#### Lluís Millet i Loras(1939-2019)
Del 1977 al 1981 va dirigir el cor de l'Orfeó Català i també va ser membre de la Junta Directiva de l'Associació. A més, va ser un dels fundadors de la Revista Musical Catalana en la seva segona etapa, a partir del 1984. Millet i Lloras s'excel·lia per la seva coneixença de la realitat musical des d'un de vista històric i sociològic. Va redactar brillants articles i estudis sobre música en diverses publicacions especialitzades, així com comentaris per a programes de concerts.

#### Jaume Comellas i Colldeforns(1941-)
El 1984 va ser nomenat director de la "Revista Musical Catalana" on va destacar en la seva aportació a l'estudi de la problemàtica sociològica del fet musical. La tasca que va realitzar en aquest àmbit, va quedar recollida en un assaig que va rebre el Premi Nacional de Periodisme de Catalunya 1991. Des del 1994 és professor de Periodisme a la Universitat Pompeu Fabra. Des del  2011 fins al 2019 Mercedes Conde va assumir el càrrec de directora de la Revista Musical Catalana. Va assolir amb molt d'èxit el repte de la publicació d'adaptar una revista centenària a les noves formes de comunicació.

#### Mercedes Conde Pons
Del 2011 al 2019 va ser directora de la «Revista Musical Catalana». Actuamlent és la Directora Artística Adjunta del Palau de la Música Catalana.
El maig de 2019, el periodista Albert Torrens va ser nomenat director de la Revista Musical Catalana i la publicació va agafar un nou rumb. Fins al setembre de 2019 la revista tenia format bimestral, tant en paper com digital i es complementava amb una publicació diària en format web. A partir del setembre, la publicació va passar a tenir una edició quadrimestral en paper i va presentar un nou format amb més pàgines i un tractament més extens dels temes triats, amb un tema principal que ocupa gran part de la publicació. Com a novetat, la revista estableix un lligam més directe amb el Palau de la Música, entitat que es responsabilitza de la seva edició.

### Relació de col·laboradors
Durant la primera etapa, la revista va comptar amb eminents col·laboradors nacionals i estrangers com ara Joan Amades, Higini Anglès, Francesc Baldelló, Charles van der Borren, J. Rafel Carreras Bulbena, Henri Collet, Oskar Fleischer, Vincent d'Indy, Santiago Kastner, Maurice Kufferath, Wanda Landowska, Joan Llongueres, Apel·les Mestres, Joaquim Nin, Lluís Pericot, David Pujol, Vicenç Ripollès, Maur Sablayroles, Kurt Schindler, Albert Schweitzer, Blanca Selva, Gregori M. Sunyol, Charles Tournemire, Carles G. Vidiella, entre d'altres.
Al llarg de la segona etapa, la revista ha comptat amb firmes tan importants com Jaume Aiats, Francesc Bonastre, Benet Casablancas, Salvador Cardús, Josep Casanovas, Jordi Cervelló, Narcís Comadira, Miquel Desclot, Romà Escalas, Francesc Fontbona, Gerhard Grenzing, Joaquim Homs, Oriol Martorell, Ernest Lluch, Jordi Maluquer, Miquel Pujadó, Antoni Ros Marbà i Francesc Taverna-Bech, entre d'altres.

## Seccions
La Revista Musical Catalana compta actualment amb les següents seccions per tal de complir el seu múltiple objectiu divulgatiu, reflexiu i de gaudi de la música:
- Editorial.
- Actualitat.
- Dossier.
- La casa dels cants: actualitat de la Fundació Orfeó Català-Palau de la Música Catalana.
- El compositor.
- Escenaris del món.
- Accents (crítica de publicacions i edicions discogràfiques).

## Portades significatives[calcitació]
El primer número de la Revista Musical Catalana va ser publicat el gener de 1904. El primer exemplar va iniciar una sèrie d'articles de Felip Pedrell, “Músics vells de la Terra”, en què s'oferien estudis musicològics sobre Pere Alberch Vila, Joan Brudieu, els Fletxa, Joan Pau Pujol, Nicasi Zorita, Joan Cabanilles, Francesc Valls, Antoni Soler, Pere Rabassa o Domènech Terradellas.

## Edició digital[calcitació]
El setembre de 2011, la revista va emprendre una nova etapa responent a l'anhel de renovació d'una publicació històrica que volia seguir sent un referent en l'àmbit de la cultura catalana. Aquest any, va renovar la seva imatge gràfica amb un nou disseny i es va integrar en les noves tecnologies (Facebook i Twitter) amb la seva publicació en doble format: paper i digital (format apte per tablets i iPad). D'altra banda, va posar en marxa una pàgina web en la qual es publiquen notícies, crítiques de concerts i seccions noves, complementàries a la publicació en paper. Així mateix, a partir del 2019, la revista també es pot trobar al Palau Digital, el nou espai divulgatiu del Palau de la Música, amb el qual es creen sinergies de continguts i difusió.  D'aquesta manera, la Revista Musical Catalana ofereix al lector un seguiment constant de la realitat musical catalana.